# District de l'Amirauté
Le district de l'Amirauté (en russe : Адмиралтейский район, Admiralteïski raïon) est un quartier de la ville fédérale de Saint-Pétersbourg. Il borde la Néva, au nord et à l'ouest, la rivière Yekateringofka au sud-ouest, les zones autour de la rue Gorokhovaïa à l'est et les zones autour de la perspective Zagorodny au sud. La population du district est de 158 414 (recensement de 2010 les résultats préliminaires), 187 837 (recensement de 2002).
Le district comprend les okrougs municipaux suivants :
- Okroug de l'Amirauté
- Okroug d'Izmaïlovskoïe
- Okroug de Kolomna
- Okroug Semionovski
- Okroug de Sennaïa}
- Okroug Yekateringofski